# Rai 2
A Rai Due olasz közszolgálati televízió, a RAI kettes csatornája. Műsora főként filmekből, sorozatokból és talkshow-kból áll. Olaszországban analóg és digitális földi sugárzású rendszerben egyaránt elérhető. Műholdról digitális formában a Hot Bird-ről – néhány filmet és sorozatot kivéve – Magyarországon is kódolatlanul vehető. Régies neve Rai Due (ráj dué).

## Története

### Kezdetektől a Rai reformig
A csatorna 1961. november 4-én kezdte meg működését Secondo Programma (Kettes Program) néven. A kezdeti időkben a televíziót fenntartó mindenkori kormány takarékoskodása miatt a csatorna az akkori Programma Nazionale ( ma Rai 1) kiegészítő csatornája volt. Rövidesen fiatalos és modern műsorpolitikával készített műsorok: 1965-től 17 éven át közvetítette a Játék határok nélkül című vetélkedőműsort. 1967-től a Festivalbar nevű nyári zenei fesztivált közvetítette, 1970-től a csatorna akkori legnézettebb műsora a Rischiatutto vetélkedő műsor kezdte meg adását, Mike Bongiorno műsorvezetésével. Régies neve Rai Due (ráj dué).

### 1975-1980
1975-ben a Rai reformja következtében a csatorna a szocialisták ellenőrzése alá került, így a csatorna hírműsora is megváltozott, TG2 nevet kapta 1976-ban és a Rai 1 kereszténydemokrata irányítású híradójától (TG1) teljesen eltérő híradó készült. A TG2 első vezetői Massimo Fichera és Andrea Barbato baloldali kötődésűek voltak. A csatornán elindult a L'altra domenica nevű vasárnap délutáni műsor, amely a Rai 1-n futó Domenica In-nel szemben kínált alternatívát.
1977-ben elindult a Portobello című műsor, amely 10 évig volt műsoron, ez volt a csatorna első színes műsora.

### 1980-as évek
1980-ban Massimo Fichera helyét Pio De Berti Gambini váltotta a csatorna igazgatói székében. Gambini egyértelműen az Olasz Szocialista Párthoz állt közel, az ő vezetése alatt a csatorna a konzervatív-jobboldali Rai 1-hoz képest innovatívabb lett.
1983. októberében a Rai többi csatornájához hasonlóan logót és nevet cseréltek, megkapta a RAIDUE nevet, miután a konkurens Rete 4 csatornát létrehozták. A csatorna színvilága ekkortól vörös színű. 2000-ig a csatorna emblémája egy vörös kocka volt. Ebben az évben a Festivalbar nyári zenei fesztivál közvetítése átkerül a Fininvest társasághoz.
1987-ben a Rai mindhárom csatornáján igazgatót váltottak: a Rai 1 élére a kereszténydemokrata Giuseppe Rossini (Rai 3 első, addigi igazgatója) került, a Rai 2 élére Luigi Locattelli (a TG2 addigi igazgató-helyettese) kerül. A Rai 3 megújult és az új igazgatója a kommunista kötődésű Angelo Guglielmi került.
Loccattelli vezetése alatt a TG2 déli kiadással is jelentkezett és a Mezzogiorno è... műsor része volt. A Serata D'Onore műsor indult el, aminek műsorvezetője Pippo Baudo lett. Az Indietro tutta! című varieté műsor egy évig futott.
1989-ben Loccattelli lemondott, helyébe Gianpaolo Sodano érkezett. Sodano vezetése alatt olyan sikeres amerikai szappanoperák kerültek adásba, mint a Gazdagok és szépek, Capitol, Loving és a Santa Barbara. Ekkor indult el a Detto tra noi (ma La vitta in diretta néven fut a Rai 1 csatornán) és az I fatti vostri közéleti műsorok, A L'albero azzurro gyerekműsor is ekkortól kerül adásba.

### 1990-es évek
1994-ben Gabriele La Porta lett az igazgató (a Kommunista Újjászerveződés Pártja támogatásával), aki számos reggeli gyerekeknek szóló műsort indított el a csatornán és emellett olyan műsorok indultak el, mint a Quante storie! és a Quante Storie Disney. Ez a két műsor a TG2 déli kiadása és a Go Cart sportműsor után voltak. Elindult a Walt Disney mese összeállítást sugárzó Domenica Disney (hasonló a Walt Disney bemutatja kínálatával).
1996-ban Carlo Freccero lett az igazgató (a Baloldali Demokratikus Párt támogatásával), aki addig az Italia 1 a Mediaset fiatalokat megcélzó csatornájának intendánsa volt. A csatorna célcsoportjává váltak ekkortól a 25-54 év köztiek. Freccero alatt a Rai 2-n számos fiataloknak szóló szórakoztató, szatirikus és zenei műsor indult el. Ekkor indultak el olyan szatirikus műsorok, mint a La posta del cuore, Pippo Chennedy Show, L'ottavo nano és a Satyricon. Társadalmi ügyekkel foglalkozó műsorok közül a Sciusciá, Pinocchio és az Il raggio verde indult el. 2000-ben elindult az Affari del cuore (Szívügyek) című tiniknek szóló talkshow.

### 2000-es évek
2000 szeptemberében indult el a Top Of The Pops olasz változata, amely minden szombaton délután került adásba a TG2 13:30-as kiadása után. 2002-ben Antonio Marano lett a csatorna igazgató, aki a „bolgár rendelet” értelmében megszüntette a Sciuscià című műsort, annak műsorvezetőjét Michele Santorót pedig kirúgta. Marano vezetése alatt megszűnt számos játékfilm helyükben elindult a csatornán az Isola dei famosi című valóságshow emellett számos amerikai sorozat, mint a Jericho, Bűbájos boszorkák és a Roswell sorozatok is ekkor kerültek adásba. Ezt követte a Szellemekkel suttogó, Testvérek, Született feleségek és az NCIS sorozatok adásba kerülése.
2008-ban elindult a csatornán az X-Faktor olasz kiadása, amely 2011-ig futott a csatornán. Ebben az évben a csatorna megszüntette az analóg földi sugárzást és áttért a digitális földi sugárzásra több olasz tartományban.

### 2010-es évek
2011-ben az X-Faktor átkerült a Sky Uno csatornára. 2012-ben az MTV Italiaról átkerült a csatornára a Made in Sud című kabaré műsor. 2014-ben elindult a csatornán a Pechino Express című reality műsor és a csatorna elindította a Beépített főnök olasz változatát.
2015-ben a csatorna változtatott a célközönségén: az idősebb 35-64 év közötti korosztályt választották célközönségnek meg.

## Rai 2 igazgatói
| Igazgató neve         | Időszak   |
| --------------------- | --------- |
| Massimo Fichera       | 1976-1980 |
| Pio De Berti Gambini  | 1980-1987 |
| Luigi Locatelli       | 1987-1989 |
| Giampaolo Sodano      | 1989-1993 |
| Giovanni Minoli       | 1993-1994 |
| Franco Iseppi         | 1994      |
| Gabriele La Porta     | 1994-1996 |
| Carlo Freccero        | 1996-2002 |
| Antonio Marano        | 2002-2004 |
| Massimo Ferrario      | 2004-2006 |
| Antonio Marano        | 2006-2009 |
| Massimo Liofredi      | 2009-2011 |
| Pasquale D'Alessandro | 2011-2012 |
| Angelo Teodoli        | 2012-2016 |
| Ilaria Dallatana      | 2016 óta  |

## Külső hivatkozások
- Hivatalos honlap